# Primorial
Mit Primorial (von englisch primorial), oder Primfakultät, bezeichnet man das Produkt aller Primzahlen, die eine bestimmte Zahl nicht übersteigen. Die Begriffe sind eng mit der Fakultät verwandt und kommen vor allem in dem mathematischen Gebiet der Zahlentheorie zum Einsatz.
Der Name Primorial ist das eingedeutschte englische Wort primorial. Das Produkt der Primzahlen kleiner gleich {\displaystyle n} wird allerdings im Deutschen selten Primorial, noch seltener Primfakultät genannt. Meist wird es umschrieben als „Produkt der Primzahlen kleiner gleich n“.

## Definition
Für eine natürliche Zahl {\displaystyle n} ist die Primfakultät {\displaystyle n\#} definiert als das Produkt aller Primzahlen kleiner gleich {\displaystyle n}:
{\displaystyle n\#=\prod _{p\ \mathrm {prim} }^{p\,\leq \,n}\!\!p}
bzw. als {\displaystyle p_{k}\#}
{\displaystyle p_{k}\#=\prod _{i=1}^{k}p_{i}} .
Beide unterschiedliche Definitionen sind in der mathematischen Schreibweise einfach zu unterscheiden und in sich konsistent, allerdings beide Definitionen
nicht durch den Funktionsnamen (Primorial, Primefactorial wie Primfakultät) zu unterscheiden.
{\displaystyle \qquad \quad 7\#=\prod _{p\ \mathrm {prim} }^{p\,\leq \,7}\!\!p=2\cdot 3\cdot 5\cdot 7=210} ,
{\displaystyle p_{4}\#=7\#=\prod _{i=1}^{4}p_{i}=2\cdot 3\cdot 5\cdot 7=210} .
Manchmal unterscheidet man den Spezialfall, in dem {\displaystyle n} Primzahl ist, und definiert nur für diesen analog das Primorial, das für nicht-prime {\displaystyle n} undefiniert bleibt.
Im Fall {\displaystyle n\leq 1} liegt das leere Produkt vor, der Wert der Primfakultät und des Primorials beträgt dann 1. Für Argumente {\displaystyle n}, die keine Primzahlen sind, besitzt das Primorial keine Werte. Die Primfakultät liefert für diese {\displaystyle n} den Wert, den die nächstkleinere Primzahl liefern würde.
Im praktischen Gebrauch werden jedoch beide Begriffe meist als Synonym verwendet.

## Beispiel
Um den Wert des Primorials {\displaystyle 7\#} zu berechnen, bestimmt man zunächst alle Primzahlen kleiner gleich 7. Diese sind 2, 3, 5 und 7. Das Produkt dieser vier Primzahlen liefert {\displaystyle 7\#=2\cdot 3\cdot 5\cdot 7=210}. Für 9 könnte man dagegen kein Primorial, wohl aber die Primfakultät berechnen – da 9 keine Primzahl ist und die nächstkleinere Primzahl die 7 und die nächstgrößere Primzahl die 11 ist, gilt {\displaystyle 7\#=8\#=9\#=10\#=210}.

## Eigenschaften

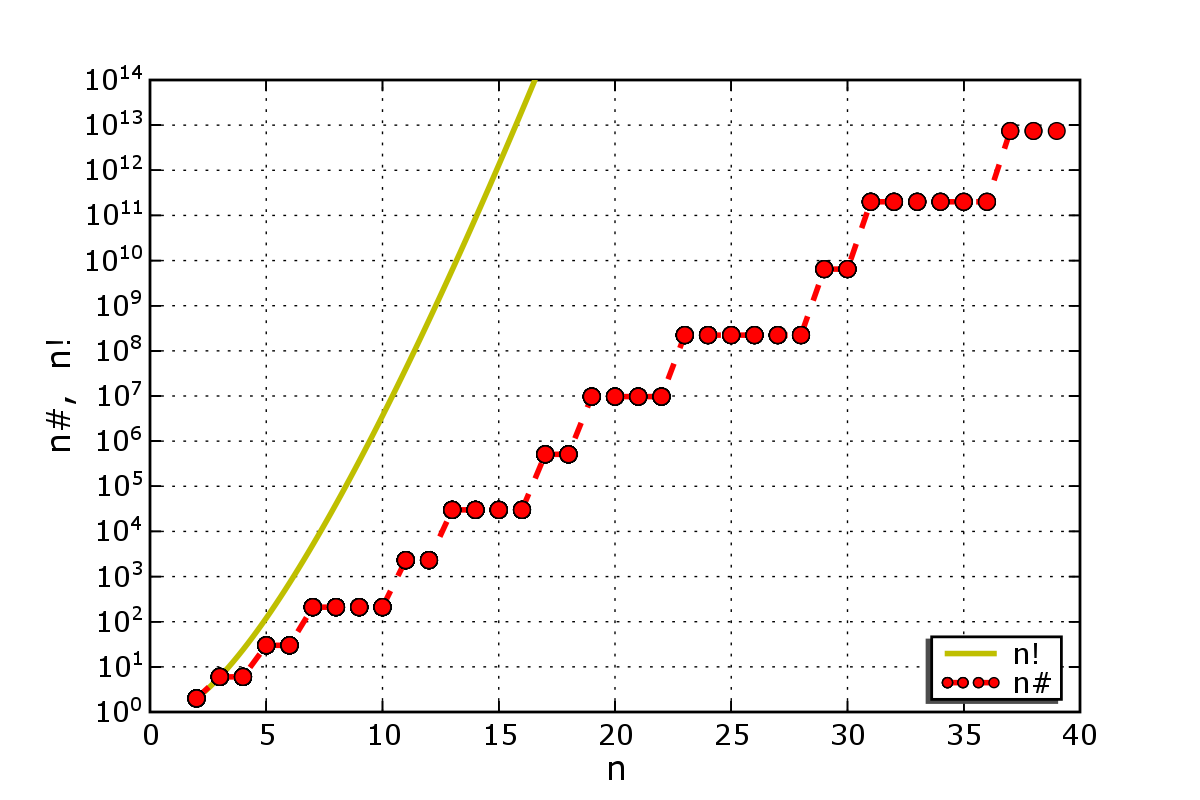
Vergleich der Fakultät (gelb) und der Primfakultät (rot)

- Es seien {\displaystyle p} und {\displaystyle q} zwei benachbarte Primzahlen. Dann gilt für jede natürliche Zahl {\displaystyle n} mit {\displaystyle p\leq n<q}:

{\displaystyle n\#=p\#}
- Für das Primorial kennt man folgende Abschätzung[1]

{\displaystyle n\#\leq 4^{n}}.
- Ferner gilt:

{\displaystyle \lim _{n\to \infty }{\sqrt[{n}]{n\#}}=e}
Für {\displaystyle n<10^{11}} sind die Werte kleiner als {\displaystyle e}, aber mit größeren {\displaystyle n} überschreiten die Werte der Funktion die Schranke {\displaystyle e} und oszillieren später unendlich oft um {\displaystyle e}.
- Ist {\displaystyle p_{k}} die {\displaystyle k}-te Primzahl, dann hat {\displaystyle p_{k}\#} genau {\displaystyle 2^{k}} Teiler.

Zum Beispiel hat die Zahl {\displaystyle 2\#} zwei Teiler, {\displaystyle 3\#} hat vier Teiler, {\displaystyle 5\#} hat acht Teiler und {\displaystyle 97\#} hat bereits {\displaystyle 2^{25}} Teiler, denn 97 ist die 25. Primzahl.
- Die Summe der Kehrwerte der Primfakultät konvergiert gegen eine Konstante

{\displaystyle \sum _{k=1}^{\infty }{1 \over p_{k}\#}={1 \over 2}+{1 \over 6}+{1 \over 30}+{1 \over 210}+\ldots =0{,}7052301717918\ldots }
Die Engel-Entwicklung (eine spezielle Stammbruch-Entwicklung) dieser Zahl bildet die Folge der Primzahlen (Siehe Folge A064648 in OEIS)
- Der Satz von Euklid nutzt den Ausdruck {\displaystyle p\#+1} für den Beweis, dass es unendlich viele Primzahlen gibt.

## Funktionswerte bis 100
| n      | n#                                                |
| ------ | ------------------------------------------------- |
| 200    | 2                                                 |
| 3…400  | 6                                                 |
| 5…600  | 30                                                |
| 7…100  | 210                                               |
| 11…120 | 2.310                                             |
| 13…160 | 30.030                                            |
| 17…180 | 510.510                                           |
| 19…220 | 9.699.690                                         |
| 23…280 | 223.092.870                                       |
| 29…300 | 6.469.693.230                                     |
| 31…360 | 200.560.490.130                                   |
| 37…400 | 7.420.738.134.810                                 |
| 41…420 | 304.250.263.527.210                               |
| 43…460 | 13.082.761.331.670.030                            |
| 47…520 | 614.889.782.588.491.410                           |
| 53…580 | 32.589.158.477.190.044.730                        |
| 59…600 | 1.922.760.350.154.212.639.070                     |
| 61…660 | 117.288.381.359.406.970.983.270                   |
| 67…700 | 7.858.321.551.080.267.055.879.090                 |
| 71…720 | 557.940.830.126.698.960.967.415.390               |
| 73…780 | 40.729.680.599.249.024.150.621.323.470            |
| 79…820 | 3.217.644.767.340.672.907.899.084.554.130         |
| 83…880 | 267.064.515.689.275.851.355.624.017.992.790       |
| 89…960 | 23.768.741.896.345.550.770.650.537.601.358.310    |
| 97…100 | 2.305.567.963.945.518.424.753.102.147.331.756.070 |

| k  | pk | pk#                                               |
| -- | -- | ------------------------------------------------- |
| 1  | 2  | 2                                                 |
| 2  | 3  | 6                                                 |
| 3  | 5  | 30                                                |
| 4  | 7  | 210                                               |
| 5  | 11 | 2.310                                             |
| 6  | 13 | 30.030                                            |
| 7  | 17 | 510.510                                           |
| 8  | 19 | 9.699.690                                         |
| 9  | 23 | 223.092.870                                       |
| 10 | 29 | 6.469.693.230                                     |
| 11 | 31 | 200.560.490.130                                   |
| 12 | 37 | 7.420.738.134.810                                 |
| 13 | 41 | 304.250.263.527.210                               |
| 14 | 43 | 13.082.761.331.670.030                            |
| 15 | 47 | 614.889.782.588.491.410                           |
| 16 | 53 | 32.589.158.477.190.044.730                        |
| 17 | 59 | 1.922.760.350.154.212.639.070                     |
| 18 | 61 | 117.288.381.359.406.970.983.270                   |
| 19 | 67 | 7.858.321.551.080.267.055.879.090                 |
| 20 | 71 | 557.940.830.126.698.960.967.415.390               |
| 21 | 73 | 40.729.680.599.249.024.150.621.323.470            |
| 22 | 79 | 3.217.644.767.340.672.907.899.084.554.130         |
| 23 | 83 | 267.064.515.689.275.851.355.624.017.992.790       |
| 24 | 89 | 23.768.741.896.345.550.770.650.537.601.358.310    |
| 25 | 97 | 2.305.567.963.945.518.424.753.102.147.331.756.070 |

(Siehe Folge A002110 in OEIS)